# جون هوارد لوسون
جون هوارد لوسون (بالإنجليزية: John Howard Lawson)‏ هو كاتب مسرحي وكاتب سيناريو أمريكي، ولد في 25 سبتمبر 1894 في نيويورك في الولايات المتحدة، وتوفي في 11 أغسطس 1977 في سان فرانسيسكو في الولايات المتحدة.

## وصلات خارجية
- جون هوارد لوسون على موقع IMDb (الإنجليزية)
- جون هوارد لوسون على موقع الموسوعة البريطانية (الإنجليزية)
- جون هوارد لوسون على موقع ألو سيني (الفرنسية)
- جون هوارد لوسون على موقع تيرنر كلاسيك موفيز (الإنجليزية)
- جون هوارد لوسون على موقع أول موفي (الإنجليزية)
- جون هوارد لوسون على موقع قاعدة بيانات برودواي على الإنترنت (الإنجليزية)
- جون هوارد لوسون على موقع قاعدة بيانات الأفلام السويدية (السويدية)
- جون هوارد لوسون على موقع إن إن دي بي (الإنجليزية)
- جون هوارد لوسون على موقع قاعدة بيانات الفيلم (الإنجليزية)
- جون هوارد لوسون على موقع كينوبويسك (الروسية)